# Pier della Vigna
Pietro della Vigna, (também Pier delle Vigne, Petrus de Vineas ou de Vineis; 1190-1249), foi um jurista e diplomata italiano, que atuou como chanceler e secretário (logothete) para o imperador Frederico II. Acusado de lèse majesté, ele foi falsamente preso e cometeu suicídio logo em seguida.  Ele é mencionado na Divina Comédia por Dante Alighieri.